# SN 2006lv
SN 2006lv – supernowa typu Ib/c odkryta 28 października 2006 roku w galaktyce UGC 6517. W momencie odkrycia miała maksymalną jasność 17,00m.